# Fernando Marcos Santiago
Fernando Marcos Santiago (Felanitx, 4 de desembre de 1968) és un exfutbolista mallorquí, que ocupava la posició de porter.

## Trajectòria
Va debutar al futbol professional amb el RCD Mallorca, jugant dos partits a la temporada 1988-89 a Segona divisió. Durant la temporada 1990-1991 jugà a l'Orihuela CF.
Va destacar a principis de la dècada dels 90 al militar en primera divisió amb l'Albacete Balompié, sobretot la temporada 95/96, en la qual va jugar 25 partits. L'estiu de 1996 fitxa pel Racing de Santander on roman tres anys a l'ombra de Ceballos.
Posteriorment, jugaria en Segona Divisió amb el Polideportivo Ejido.